# Colum McCann
Colum McCann (Dublin, 28 februari 1965) is een Iers fictieschrijver. Hij schreef meerdere boeken, waaronder Het verre licht, Let The Great World Spin (winnaar van de International IMPAC Dublin Literary Award) en Trans-Atlantisch. McCann doceert creatief schijven aan Hunter College, deel van City University of New York.